# Xyris mantuensis
Xyris mantuensis är en gräsväxtart som beskrevs av Urquiola och Robert Kral. Xyris mantuensis ingår i släktet Xyris och familjen Xyridaceae.
Artens utbredningsområde är Kuba. Inga underarter finns listade i Catalogue of Life.